# Ilias Chair
Ilias Emilian Chair (tiếng Ả Rập: إلياس إميليان شاعر; sinh ngày 30 tháng 10 năm 1997) là một cầu thủ bóng đá chuyên nghiệp người Maroc hiện thi đấu ở vị trí tiền vệ tấn công cho câu lạc bộ Queens Park Rangers tại Championship và đội tuyển quốc gia Maroc.

## Thống kê sự nghiệp

### Câu lạc bộ
Tính đến 18 tháng 4 năm 2022
| Club                | Season       | League                   | League | League | National Cup | National Cup | League Cup | League Cup | Other | Other | Total | Total |
| Club                | Season       | Division                 | Apps   | Goals  | Apps         | Goals        | Apps       | Goals      | Apps  | Goals | Apps  | Goals |
| ------------------- | ------------ | ------------------------ | ------ | ------ | ------------ | ------------ | ---------- | ---------- | ----- | ----- | ----- | ----- |
| Lierse              | 2015–16      | Belgian Second Division  | 2      | 0      | 0            | 0            | —          | —          | —     | —     | 2     | 0     |
| Lierse              | 2016–17      | Belgian First Division B | 0      | 0      | 0            | 0            | —          | —          | —     | —     | 0     | 0     |
| Lierse              | Total        | Total                    | 2      | 0      | 0            | 0            | —          | —          | —     | —     | 2     | 0     |
| Queens Park Rangers | 2017–18      | Championship             | 4      | 1      | 1            | 0            | 2          | 0          | —     | —     | 7     | 1     |
| Queens Park Rangers | 2018–19      | Championship             | 4      | 0      | 2            | 0            | 2          | 0          | —     | —     | 8     | 0     |
| Queens Park Rangers | 2019–20      | Championship             | 41     | 4      | 2            | 0            | 2          | 1          | —     | —     | 45    | 5     |
| Queens Park Rangers | 2020–21      | Championship             | 45     | 8      | 1            | 0            | 1          | 0          | —     | —     | 47    | 8     |
| Queens Park Rangers | 2021–22      | Championship             | 35     | 9      | 1            | 0            | 3          | 0          | —     | —     | 39    | 9     |
| Queens Park Rangers | Total        | Total                    | 129    | 22     | 7            | 0            | 10         | 1          | —     | —     | 145   | 23    |
| Stevenage (loan)    | 2018–19      | League Two               | 16     | 6      | —            | —            | —          | —          | 0     | 0     | 16    | 6     |
| Career total        | Career total | Career total             | 147    | 28     | 7            | 0            | 10         | 1          | 0     | 0     | 164   | 29    |

### Quốc tế
Tính đến ngày 17 tháng 12 năm 2022
| Đội tuyển quốc gia | Năm  | Trận | Bàn |
| ------------------ | ---- | ---- | --- |
| Maroc              | 2021 | 7    | 1   |
| Maroc              | 2022 | 5    | 0   |
| Tổng               | Tổng | 12   | 1   |

Tính đến ngày 6 tháng 10 năm 2021.
| # | Ngày                | Địa điểm                                            | Số trận | Đối thủ      | Bàn thắng | Kết quả | Giải đấu                 |
| - | ------------------- | --------------------------------------------------- | ------- | ------------ | --------- | ------- | ------------------------ |
| 1 | 6 tháng 10 năm 2021 | Sân vận động Hoàng tử Moulay Abdellah, Rabat, Maroc | 4       | Guiné-Bissau | 3–0       | 5–0     | Vòng loại World Cup 2022 |